# Žernov (district de Náchod)
Pour les articles homonymes, voir Žernov.
Žernov (en allemand : Schernau) est une commune du district de Náchod, dans la région de Hradec Králové, en Tchéquie. Sa population s'élevait à 283 habitants en 2022.

## Géographie
Žernov se trouve à 6 km au sud-sud-ouest de Červený Kostelec, à 8 km à l'ouest-nord-ouest de Náchod, à 30 km au nord-est de Hradec Králové et à 122 km à l'est-nord-est de Prague.
La commune est limitée par Slatina nad Úpou et Červená Hora au nord, par Studnice à l'est, par Česká Skalice au sud, et par Vestec et Lhota pod Hořičkami à l'ouest.

## Histoire
La première mention écrite de la localité date de 1417.

## Administration
La commune se compose de deux sections :
- Žernov
- Rýzmburk

## Transports
Par la route, Žernov se trouve à 6,3 km de Červený Kostelec, à 12 km de Náchod, à 42 km de Hradec Králové et à 154 km de Prague. 